# Tatiana Dyková
Tatiana Dyková, rozená Vilhelmová (* 13. července 1978 Praha), je česká filmová a divadelní herečka. Je držitelkou Českého lva (2005 – Štěstí) a mnoha dalších ocenění za její filmové, divadelní i rozhlasové role.

## Život
Od deseti do devatenácti let se věnovala baletu a zpěvu v Kühnově dětském sboru a recitaci. Studovala na Státní konzervatoři Praha.
V červenci 2005 se vdala za Pavla Čecháka. Do manželství se narodili synové František (nar. 2005) a Cyril (nar. 2008). V lednu 2013 se rozvedli. Za zpěváka a herce Vojtěcha Dyka se provdala 1. května 2019. V roce 2013 se jim narodil syn Alois.
V letech 2002–2014 byla členkou souboru Dejvického divadla, hostovala v Národním divadle a působila a stále působí na několika dalších, převážně komorních scénách známých pražských divadel, na kterých může uplatnit svůj herecký talent, využívající minimalistických hereckých prostředků, typických spíše pro film (např. Viola, Divadlo Ungelt, La Fabrika). Několikrát byla nominována na různá ocenění (třináctkrát Český lev, Cena Thálie, Cena Alfréda Radoka, Neviditelný herec, nominace na cenu Neviditelný herec století). Dvě nominace na Českého lva za hlavní ženský herecký výkon byly korunovány vítězstvím. Ocenění se dočkala i na zahraničních festivalech (Televizní festival Monte Carlo 2001 za snímek Společnice, „Shooting star 2003“ (promo akce při MFF Berlín)). V roce 2017 se účastnila 3. řady televizní show Tvoje tvář má známý hlas, kterou i vyhrála. V televizní taneční soutěži Star Dance obsadila druhé místo.

### Dobročinná činnost
- Vánoční bazar v Mokré čtvrti spolu s Aňou Geislerovou a Peterem Serge Butkem od roku 2002[5]
- Ambasadorka Avon Pochodu proti rakovině prsu[6]

## Role

### Divadelní role, výběr
- 1994 Richard Nash: Děvčata z Brook-Valley, divadlo DIK – Mary Louisa
- 1995 Zdeněk Dušek (a kolektiv): Commedia dell'arte aneb Konec šejků v Čechách, Spolek sešlých Brno – Isabell, alternace s Gabrielou Ježkovou[7]
- 1996 Anton Pavlovič Čechov: Višňový sad, Stavovské divadlo (Národní divadlo) – Aňa
- 1996 Dario Fo: Za vším vězí ďábel, divadelní spolek Kašpar – vrahounka[8]
- 1997 Stephen Poliakoff: Volání za řekou, divadlo Rokoko (Městská divadla pražská) – Christine
- 1998 Eugène Ionesco: Plešatá zpěvačka, Divadelní spolek Kašpar (divadlo Větrník) – paní Smithová
- 1998 Romain Weingarten: Léto, Divadelní spolek Kašpar (divadlo Větrník) – Loretka
- 1998 Vítězslav Nezval: Manon, divadlo Rokoko (Městská divadla pražská)
- 1999 Truman Capote: Vánoční vzpomínka, Divadelní spolek Kašpar (divadlo Větrník/V Celetné) – sestřenice Sookie[p 1]
- 2000 William Shakespeare: Bouře, Divadelní sdružení CD 94 (divadlo DISK) – Miranda
- 2000 Arthur Miller: Čarodějky ze Salemu, Divadlo Rokoko (Městská divadla pražská) – Abigail Williamsová
- 2000 John Osborne: Komik, Stavovské divadlo (Národní divadlo) – Jean Rice (alternace: Jaromíra Mílová)
- 2002 Yves Jamiaque: Pan Hamilkar, divadlo Rokoko (Městská divadla pražská) – Virginie
- 2005 Alexey Gelman: Zhasněte lampióny, Černá labuť – Věra, kontrolorka v textilce
- 2013 Miloš Horanský: Neumím jinak než láskou, Božena Němcová, Divadlo Viola, režie Miloš Horanský a Viktorie Čermáková
- 2018 David Hare: Skleněný strop, Kyra Hollisová, Divadlo Ungelt, režie Vít Vencl
- 2019 Daniela Šteruská: Meda, Meda Mládková, Sovovy mlýny, režie Adéla Stodolová

#### Dejvické divadlo

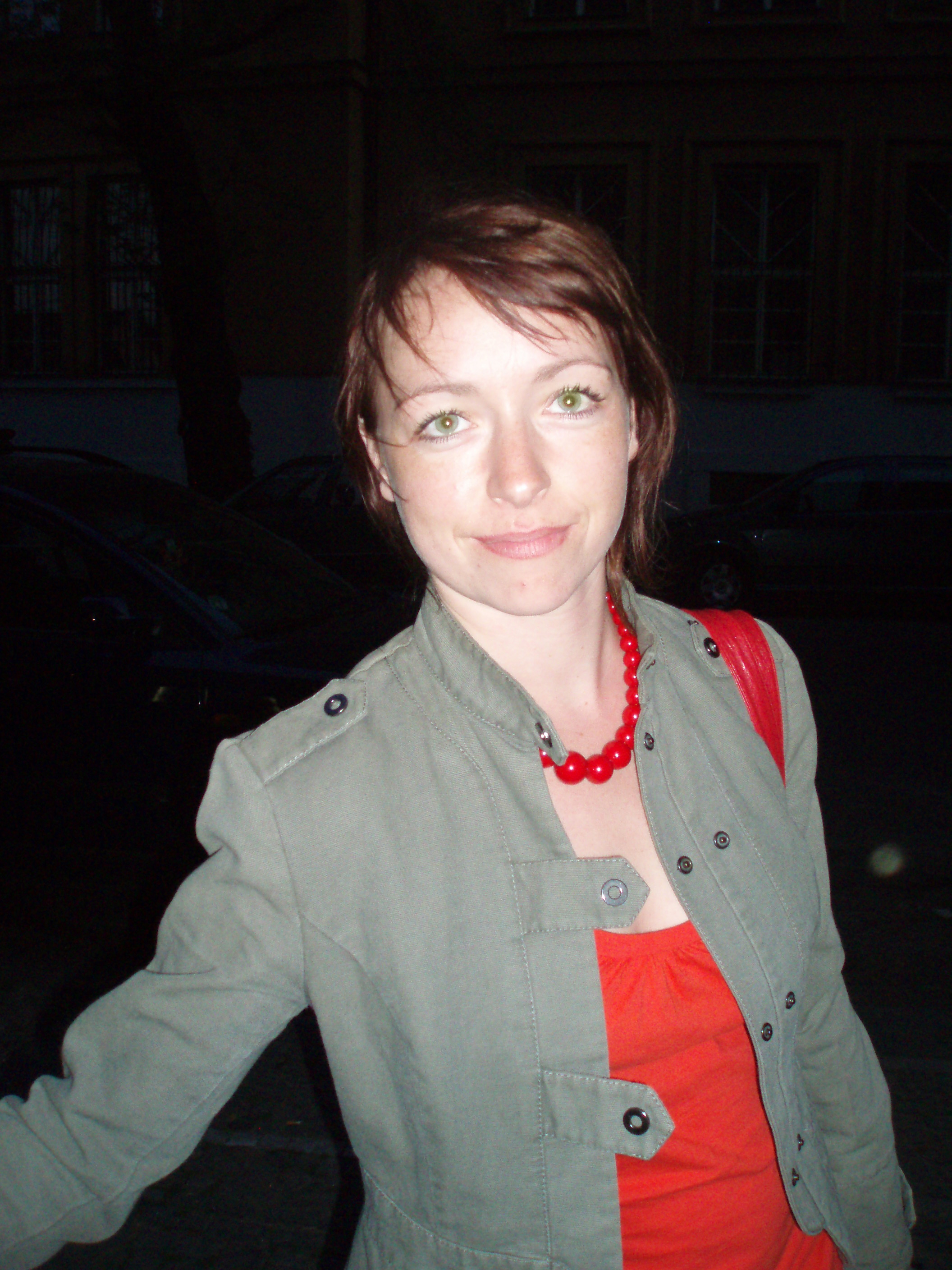

- 2002 Anton Pavlovič Čechov Tři sestry – Máša
- 2003 Melissa James Gibson: [sic] – Babeta
- 2003 Wolfgang Amadeus Mozart: Kouzelná flétna – Pamina
- 2004 SEKEC MAZEC – divadelní improvizace
- 2005 Karel František Tománek: KFT/sendviče reality® – Ann
- od r. 2009 Petr Zelenka: Teremin – Lucie Rosen (alternace za Lenku Krobotovou)
- 2010 – Aki Kaurismäki: Muž bez minulosti – Irma
- od r. 2010 John Buchan a Alfred Hitchcock: 39 stupňů – Annabella, Margaret, Pamela (alternace za Simonu Babčákovou)

### Filmové role
- 1995 Indiánské léto absolventský film FAMU – Marie, vesnické děvče, role, která podle jejího názoru odstartovala její kariéru
- 1995 My Mother's Courage – Olga[9]
- 1996 Sad reálové cvičení 3. ročníku FAMU – Vlasta
- 1997 Šeptej – Anna, studentka vojenského gymnázia, utekla mezi pražskou zlatou mládež a je tam šťastná
- 1998 Cizinci v čase – nedokončeno
- 1998 Čas dluhů – Vendulka
- 1999 Eliška má ráda divočinu – dívka na skútru
- 1999 Návrat idiota – Olga
- 2000 Samotáři – epizodní role prostitutky
- 2000 Svatební dary filmové ateliérové cvičení 3. ročníku FAMU (13minutový černobílý film) – Jana
- 2001 Komedie – sama sebe
- 2001 Na cestě – Bára, cvičení 3. ročníku FAMU
- 2001 Okénka – animované drama
- 2001 Divoké včely – Božka, ambiciózní prodavačka z chudých poměrů by ráda zmizela ze Severní Moravy, ale nakonec si vezme místního Laďu s barákem
- 2002 Děvčátko – Marie
- 2003 Jedna ruka netleská – redaktorka
- 2004 Duše jako kaviár – Jana, pokladní z Tesca
- 2004 Milenci & Vrazi – Jolana Tušlová
- 2005 Štěstí – Monika Součková, doplňovačka mrazicího boxu v hypermarketu. Za tuto roli byla oceněna Českým lvem za Nejlepší ženský herecký výkon v hlavní roli
- 2006 Grandhotel – zdravotní sestřička v pokročilém stupni těhotenství
- 2007 Vratné lahve – Helenka
- 2007 Medvídek – Vanda
- 2007 Duše na talíři – Jana, pokladní z Tesca, pokračování filmu Duše jako kaviár
- 2007 Chyťte doktora… – dvojrole manželky a milenky
- 2007 Opravdová láska – pokračování TV filmu Krásný čas
- 2010 Kajínek – Pokorová, Kajínkova obhájkyně
- 2014 Díra u Hanušovic
- 2015 Domácí péče
- 2016 Teorie tygra – Olinka
- 2017 Bába z ledu
- 2017 Špunti na vodě
- 2018 Tátova volha[1]
- 2019 Teroristka
- 2019 Poslední aristokratka
- 2020 Příliš osobní známost
- 2021 Večírek
- 2022 Grand Prix
- 2022 Superžena
- 2023 Bratři
- 2023 Citlivý člověk
- 2024 Aristokratka ve Varu
- 2024 Výjimečný stav
- 2024 Život k sežrání

### Televizní role
- 1994 TV seriál Prima sezóna – Alena, epizodní role
- 1995 TV seriál Aneta – Jesika, polepšená žačka základní školy, téměř epizodní role
- 1996 TV pohádka Červený kamínek – Majdalena
- 1997 TV pohádka Jak vyženit z pekla štěstí – Lucinda
- 1997 povídka Úraz z TV cyklu Bakaláři – Anna, seznámila se s budoucím manželem, když jí zlomil ruku ve dveřích vlaku
- 1998 TV pohádka Tajemství mořské panny – Bětuška, sobecká dceruška kupcové
- 1998 TV inscenace Život, který ti dávám
- 1998 hudební pořad České televize Paskvil – moderování pod pseudonymem Indra Vostrá
- 1999 TV film Polojasno – Monika, agentka StB, krycí jméno Sandra
- 1999 povídka Strašidlo z TV cyklu Bakaláři
- 1999 TV pořad Noc s Andělem – sama sebe
- 2000 TV seriál Četnické humoresky II. – Kamila Kliková, mladá a neodbytná novinářka
- 2000 TV film Společnice – Nina, svérázná tulačka, rozveselí starou ženu, ale odmítne jejího syna, když si uvědomí, že je pro ni starý
- 2001 epizoda z TV cyklu Černí andělé – mladá chamtivá učitelka angličtiny skončí při honbě za penězi uvězněna v tajné kobce šíleného kastelána
- 2002 TV film Z rodinného alba – povídky na téma rodiče a děti
- 2003 TV film Město bez dechu – Hedvika Staňková, ekologická teroristka
- 2003 TV seriál Nemocnice na kraji města po dvaceti letech – Veronika Blažejová, upjatá seriózní racionální právnička
- 2003 TV film Můj otec a ostatní muži – Renata Soukupová. Volné pokračování TV filmu Ze života pubescentky (v něm Vilhelmová Renatu Soukupovou nehrála)
- 2003 TV talkshow Banánové rybičky – sama sebe v epizodě Jak si užít krásu
- 2004 TV seriál Josef a Ly – trochu praštěná a svůdná „teta“ „hydra“ Marta se po nezdaru s Čechy provdá za Vietnamce
- 2004 TV pohádka Voděnka – Rosnatka
- 2005 TV talkshow Banánové rybičky – sama sebe v epizodě Jak využít nástrahy
- 2006 TV film Krásný čas – pokračování Můj otec a ostatní muži.
- 2006 TV talk show Krásný ztráty – samu sebe
- 2006 TV film Operace Silver A – Táňa Hladíková
- 2006 TV komedie Kolotoč – maminka Lenka
- 2007 TV seriál Četnické humoresky III. – Kamila Kliková, mladá a neodbytná novinářka
- 2007 TV talkshow Uvolněte se, prosím – samu sebe
- 2007 TV soutěž StarDance II – taneční pár s Petrem Čadkem, ve finálovém večeru 22. 12. 2007 skončil tento pár jako druhý.
- 2007 3dílný TV film Vlna – Marcela Krausová
- 2008 TV seriál Soukromé pasti, epizoda Něžný vetřelec – Karolína Mrázová
- 2010 TV seriál Okresní přebor – Ilona
- 2010 TV seriál Zázraky života
- 2011–2012 zábavný pořad Partička – vystupující host (díly: 5, 8, 38, 40)
- 2013 Nevinné lži, epizoda Lež má rozbité auto
- 2014 Kdyby byly ryby – královna[10]
- 2016 Každý milion dobrý
- 2016 Já, Mattoni TV seriál – Wilhemína von Mattoni
- 2017 Tvoje tvář má známý hlas
- 2017 Labyrint II TV seriál – Martina Tesařová
- 2018 Dívka za zrcadlem (televizní film)
- 2018 Kouzelník Žito TV pohádka – čertice Filištína
- 2019 Terapie
- 2019 Zkáza Dejvického divadla
- 2022 Špunti na cestě (TV seriál)
- 2023 Případy mimořádné Marty – Marta

### Rozhlasové role
- 2002 Eva Kačírková: Dům bez oken – Renata (vražedkyně)
- 2002 Franz Grillparzer: Vlny moře a lásky – Janthe
- 2004 Petra Ušelová: Lomeno 0049 – Jana
- 2004 rozhlasový cyklus Pavla Šruta: Ostrov, kde rostou housle – recitace v několika dílech
- 2004 August Strindberg: Slečna Julie aneb Příběh podivné lásky – Kristýna, kuchařka[11]
- 2005 Bolesław Prus: Faraon – Kama, Ištařina kněžka
- 2005 Katherine Mansfieldová: Dcerušky nebožtíka pana plukovníka – Katka, služebná
- 2007 David Drábek: Vykřičené domy – Andrea
- 2007 Pierre Aristide Bréal: Velká mela – Josefína
- 2007 rozhlasová upoutávka Akce Cihla
- 2008 Christian Lollike: Zázrak – Hlas C
- 2009 Christine Brückner: O čem ženy nikdy nepromluvily – Gudrun
- 2011 Jaroslav Rudiš, Petr Pýcha: Lidojedi – Bára
- 2012 Henrik Ibsen: Přízraky – Regina
- 2012 Jo Nesbø: Nemesis – Anna Bethsenová
- 2015 Dennis Kelly: Láska a peníze – Val
- 2016 Jiří Jelínek: Večírek – Ona
- 2018 Petr Kazda: Včera, dne 20. srpna

### Dabing
- 1994 film Oleanna – Carol, dabing
- 1994 TV seriál M*A*S*H, dabing vedlejší role epizoda 88
- 1995 animovaný seriál Candy Candy, dabing hlavní postavy Candy
- český seriál Delfín Filip (dabováno 1998) – Maya Graham (hraje Jessica Alba)
- 1999? seriál Dharma a Greg – Dharma (hraje Jenna Elfman)
- 1999 Johanka z Arku – Johanka z Arku (hraje Milla Jovovich)
- 2002 Lola běží o život (původní rok výroby 1998, rok dabingu 2002) – Lola, (hraje Franka Potente)
- 2004 film Úžasňákovi – Helena Parrová/Elastička
- 2005 Mercury (1998) – Stacey (hraje Kim Dickens)
- 2005 TV dabing seriálu Julie Lescautová – Florence Kaplanová
- 2006 TV seriál Četnické humoresky III. – Kamila Kliková
- 2007 Ratatouille – Colette, kuchařka (v originále Janeane Garofalo)
- 2011 Tři mušketýři – Milady de Winter (v originále Milla Jovovich)

### Ostatní
- videoklip skupiny Monkey Business My Friends (2000?) – nevěrná přítelkyně
- videoklip skupiny J.A.R. Jsem pohodlný (2003) – pokladní na nádraží Praha – Dejvice
- voiceover v rozhlasových a televizních reklamách T-Mobile Czech Republic od roku 2004
- kabaretní pásmo Snesitelná lehkost pití (2004), Přátelé a Orchestr z Mokré Čtvrtě – „extrémní sólistka“
- rozhlasová reklama Pojišťovna Kooperativa (2008) – hlas automobilu
- TV reklama Magnesia (2008) – samu sebe
- hlas papouška v představení Kvartet Luboše Baláka, HaDivadlo, Brno
- zpěvačka Rita v projektu Lovely Rita a báječní Svobodovi bratři
- audiokniha Svatební cesta do Jiljí (2018)
- komentář k dokumentárnímu seriálu Barokní srdce Evropy (2020)
- komentář k dokumentárnímu seriálu Středověké srdce Evropy (2024)
- videoklip k písni Ještě že si nejsme jistý hodinou (zpěvačka)

## Ocenění
- Český lev
  - „Nejlepší hlavní ženský herecký výkon“ 1999 – film Návrat idiota
  - „Nejlepší hlavní ženský herecký výkon“ 2005 – film Štěstí[1]
- Nominace na cenu Neviditelný herec století
- Cena Thálie
- Cena Alfréda Radoka
- Neviditelný herec
- Televizní festival Monte Carlo 2001 – zvláštní uznání za snímek Společnice[12]
- „Shooting star 2003“ (promo akce při MFF Berlín)).
- Nominace v kategorii nejlepší ženský herecký výkon na Cenách české filmové kritiky 2014 za film Díra u Hanušovic

## Zajímavosti
První film, v němž ztvárnila roli, ve které jí někdo ustřihne vlasy, je Indiánské léto (1995), druhým je Můj otec a ostatní muži (2003).
Nejčastěji ztvárňuje postavy jménem Jana a Marie. Máňa je podle jejích slov spolu s Pepinou a Taňkou i její soukromá přezdívka. Netypické jméno této herečky bývá často komoleno.[zdroj?]
V rozhlasové hře Lomeno 0049 (2004) matka její postavy překládá z němčiny. Její skutečná matka se rovněž živí německými překlady. Ona sama tento jazyk ovládá.[zdroj?]